# Gheorgheni
Gheorgheni (ungerska: Gyergyószentmiklós, tyska: Niklasmarkt) är en stad (municipiu) i länet Harghita i det historiska landskapet Transsylvanien i norra Rumänien. Staden hade 18 377 invånare under folkräkningen 2011. De flesta av stadens invånare tillhör szeklerna, en ungersk folkgrupp, vilka representerade 87,6 procent av befolkningen vid folkräkningen år 2002.